# Futari Ecchi
Futari Ecchi (яп. ふたりエッチ Футари Этти) — манга Аки Кацу, выходящая с 1997 года в журнале Young Animal. В 2002 году вышла аниме-адаптация. В конце января 2009 года 41 том Futari Ecchi был вторым по продаваемости. В конце апреля того же года 42 том занял 14 место. 43 том в конце июля стал 17 по продаваемости. 44 том в октябре 2009 года занял 26 место по продаваемости. Наконец, в июле 2010 года 47 том стал 18 по продаваемости. Futari Ecchi, рассказывающая о сексуальной жизни молодожёнов в информативном ключе, наполнена фактической информацией и советами по ведению сексуальной жизни.

## Сюжет
Сюжет повествует о двух молодоженах, Макото и Юре Оноде. Оба они до свадьбы были девственниками, поэтому испытывают проблемы, связанные с нехваткой сексуального опыта. По мере развития сюжета автор снабжает читателя различной информацией, связанной с сексом: например, даёт советы по борьбе с преждевременной эякуляцией и как следует вводить член во время полового акта. Автором манга позиционируется как пособие по сексу и, хотя автор признает, что в ней есть эротика, он не считает её хентаем.

## Персонажи
Макото Онода (яп. 小野田 真 Онода Макото) — главный герой, возраст — 25 лет. В начале манги он познакомился с Юрой на омиай и сделал ей предложение, после чего потерял девственность вместе с ней. После свадьбы он привлёк к себе внимание многих девушек, однако всегда хранит верность Юре. Страдает преждевременной эякуляцией. Сэйю — Юдзи Уэда.
Юра Онода (яп. 小野田 優良 Онода Юра) — главная героиня, одногодка Макото. Сэйю — Томоко Каваками.
Рика Кавада (яп. 河田 梨香 Кавада Рика) — сестра Юры. В отличие от неё, опытна в сексе и встречается с несколькими парнями сразу. Среди них выделяет Таку Ямаду и злится, узнав, что он ей изменяет. В какой-то степени интересуется Макото. Сэйю — Наоко Такано.
Таку Ямада (яп. 山田 拓 Ямада Таку) — один из парней Рики. Подобно Рике, встречается сразу с несколькими девушками. Однако, в отличие от неё, практически не переживает о том, что он у Рики не единственный. Сэйю — Каппэй Ямагути.